# Куз ет Сен Фрон
Куз ет Сен Фрон (фр. Couze-et-Saint-Front) насеље је и општина у југозападној Француској у региону Аквитанија, у департману Дордоња која припада префектури Бержерак.
По подацима из 2011. године у општини је живело 752 становника, а густина насељености је износила 91,82 становника/km². Општина се простире на површини од 8,19 km². Налази се на средњој надморској висини од 100 метара (максималној 143 m, а минималној 25 m).

## Демографија
| 1962. | 1968. | 1975. | 1982. | 1990. | 1999. | 2011. |
| ----- | ----- | ----- | ----- | ----- | ----- | ----- |
| 867   | 876   | 921   | 831   | 781   | 759   | 752   |

График промене броја становника у току последњих година